# Uperoleia mahonyi
Az Uperoleia mahonyi a kétéltűek (Amphibia) osztályának békák (Anura) rendjébe, a Myobatrachidae családba, azon belül az Uperoleia nembe tartozó faj.

## Előfordulása
Ausztrália endemikus faja. Elterjedési területe Új-Dél-Wales keleti partvidéke.

## Megjelenése
Kis termetű békafaj, testhossza elérheti a 3,5 cm-t. Háta barna vagy sötétbarna, szürke, halvány rózsaszín-barna és/vagy narancsbarna foltokkal vagy anélkül. A fején gyakran barna háromszög alakú folt található; az oldala kékes-szürke, fekete foltokkal. A hasa fekete és kékesfehér márványos, a karok felső része a vállnál néha sárga. A pupilla vízszintes elhelyezkedésű, a szivárványhártya bronzszínű. Lábának ujjai között úszóhártya van, ujjai végén nincsenek korongok. A parotoid mirigyek nagy méretűek, néha más színűek, mint a háta.

## Életmódja
Ősszel és tavasszal szaporodik. A petéket a tavakban és mocsarakban egyenként rakja le, és a többi Uperoleia fajhoz hasonlóan valószínűleg a vízfelszín alatti növényzethez tapadnak.  Az ebihalak hossza elérheti a 3,5 cm-t, aranybarna vagy sötétbarna színűek. Gyakran a víztestek alján maradnak, és három-négy hónapig tart, amíg békává fejlődnek.

## Természetvédelmi helyzete
A vörös lista a veszélyeztetett fajok között tartja nyilván. Populációja csökkenő, fragmentált, több természetvédelmi területen is megtalálható.